# 国际社会对以色列—哈马斯战争的反应

以色列—哈瑪斯戰爭的国际反应（截至2023年12月17日）
----
巴勒斯坦
以色列
----
支持以色列或譴責哈馬斯的國家／地區
表態中立的國家／地區
支持哈馬斯或譴責以色列的國家／地區
立場未知／不適用

這張地圖顯示了各國在2023年12月12日聯合國大會第ES-10/22號決議的投票情况，该决议要求立即实行人道主义停火
----
贊成
反對
棄權
缺席
非聯合國成員

本條目列出2023年10月7日，當哈瑪斯突襲以色列後，世界各國的反應。
襲擊發生後，約旦政府取消了由國王阿卜杜拉二世在安曼主辦的领袖峰會，原來美國總統喬·拜登、巴勒斯坦總統馬哈茂德·阿巴斯和埃及總統阿卜杜勒-法塔赫·塞西也會出席。
绝大多数欧洲国家、美洲国家、大洋洲国家和部分亚洲国家、非洲国家谴责哈馬斯方面是在實施「恐怖主義暴力行为」，而多数非洲国家、一些亚洲国家和少数美洲国家認為是以色列對巴勒斯坦的佔領導致衝突升級。多國陸續從以色列撤走僑民。
截至2024年10月10日，玻利维亚、伯利兹、哥伦比亚、尼加拉瓜已经断绝与以色列的外交关系， 同时巴林、乍得、智利、洪都拉斯、约旦、南非、土耳其以及巴西决定召回驻以色列大使。

## 亚洲

這張地圖顯示了各國在2023年10月27日联合国大会第ES-10/21号决议中的投票情況，該決議呼籲“立即和持續”的人道主義停火和停止敵對行動
----
贊成
反對
棄權
缺席
非會員國

- 中华人民共和国：2023年10月8日，外交部發言人透过其官网发布声明表示，中方对当前巴以紧张局势加剧和暴力升级深表关切，呼吁有关各方保持冷静克制，立即停火，保护平民，防止局势进一步恶化。同时亦指出平息巴以冲突的根本出路在于落实「兩國方案」，建立独立的巴勒斯坦國，国际社会应当增强紧迫感，加大对巴勒斯坦问题的投入，推动巴以双方早日恢复和谈，寻求持久和平之道[18][19]。在以色列驻华大使馆的一名外交官和当时正在访问中国的美国参议院民主党多数领袖及犹太裔议员查克·舒默批评北京不谴责哈马斯后[20][21]，外交部发言人毛宁在之后的新闻发布会上称中方高度關注近來巴以局勢衝突升級，對衝突造成平民傷亡感到非常痛心，同時亦反對和譴責傷害平民的這種行為。并指出在巴以冲突問題上，中國始終站在公平正義一邊，中國是巴以共同的朋友，真誠希望看到巴以能夠和平共處，解決巴以衝突循環往復的出路在於恢復和談，落實「兩國方案」，推動巴勒斯坦問題早日通過政治方式實現全面妥善解決，使各方的合理關切得到保障。中方將繼續與國際社會一道，為此不懈努力[22][23]。同时，外交部還提醒中国公民暂勿前往巴勒斯坦、以色列[24]。
  - 10月13日，中国政府中东问题特使翟隽集体会见阿拉伯国家驻华使节和阿拉伯国家联盟驻华代表处负责人时表示，对紧张局势造成的平民伤亡感到痛心，谴责违反国际法的相关行为和做法，应当保持克制，保护平民，助力于缓解人道主义危机[25]。10月14日，中共中央外办主任兼外交部长王毅表示，以色列在巴以冲突的行为已超越自卫范围，应停止对加沙地带民众的集体惩罚。[26]根据这次表态，有媒体认为中国的立场偏向阿拉伯阵营。[27]
  - 10月16日，中國向联合国近东巴勒斯坦难民救济和工程处及巴勒斯坦民族权力机构分别提供紧急人道主义援助[28]。同日，王毅又表示支持阿拉伯和伊斯兰国家形成共同立场。[29]。
  - 10月24日，中国驻联合国代表张军表示，安理会必须用清晰、明确的语言要求立即停火；各国应当坚持人类道德良知，而不是固守地缘政治算计，更不应搞双重标准[30]。
  - 2024年5月7日，中共中央总书记兼中国国家主席习近平在访法期间，与法国总统埃马纽埃尔·马克龙发表《中法關於中東局勢的聯合聲明》，称两国反对以色列攻击加沙地带的拉法市，认为該行動將導致更大規模的人道災難。雙方还同时声明称反對以色列國防軍针对強行遷移巴勒斯坦平民的行為，并呼吁双方立即停火，立即無條件釋放所有人質，確保在加薩地帶提供大規模人道主義援助、保護平民；并落实联合国相关决议（特别是聯合國大會第181號決議），具體落實「兩國方案」，確保以色列與巴勒斯坦作為鄰國和平、安全共處，共同以耶路撒冷為首都，在1967年邊界基礎上建立一個有 生存能力、獨立、擁有主權的巴勒斯坦國[31][32]。
  - 5月30日，中国发布《中国和阿拉伯国家关于巴勒斯坦问题的联合声明》，中阿共同呼吁安理会出台有约束力的决议，实现立即全面持续停火；谴责以色列对加沙和拉法的封锁和侵略，谴责以色列轰炸难民营，欢迎各国承认巴勒斯坦国。[33]
  - 7月21日-23日，在中国倡议下巴勒斯坦各派别内部和解对话在北京举行。并在23日上午各派代表签署关于结束分裂、加强巴勒斯坦团结的《北京宣言》。[34]

- 越南: 据越通社报道，在2023年10月26日至27日恢复召开的聯合國大會第十屆緊急特別會議上，越南常驻联合国代表团团长邓黄江对当前中东局势升级表示严重关切，向遇难者家属表示深切哀悼，同时强烈谴责针对平民和重要民用基础设施的袭击，并强调各方应遵守国际法、國際人道法和联合国安理会相关决议，呼吁巴以双方立即停火、释放人质，停止和克制敌对和暴力行为，同时呼吁国际社会应向加沙地带的人民提供紧急人道主义援助，特别是水、食品和药品。同时重申越南支持巴以在“兩國方案”的基础上解决问题的立场，并呼吁联合国和安理会努力发出统一和建设性信息，帮助缓解紧张局势、结束战斗、保护平民并支持各方恢复对话和谈判[35]。
- 柬埔寨：外交部在2023年10月8日发布聲明证实一名柬埔寨留學生死于10月7日的冲突，呼籲各方行使最大的克制，避免局勢進一步惡化和尋求停火，把保護平民性命和維護國際人道法置於首要位置，並譴責一切形式的暴力和恐怖主義分子行為。并呼籲國際社會加倍努力，推動展開有意義的對話和協商，致力一個公平和持久的和平。同时呼吁巴以双方應就衝突癥結進行建設性會談，尋求彼此能夠接受的解決方案[36]。
- ：2023年11月20日，阿塞拜疆第一夫人梅赫丽班·阿利耶娃和外交部均表达了对局势的担忧、对平民的同情，呼吁遵守国际人道主义法，避免局势进一步恶化。[37][38]2024年4月19日，阿塞拜疆外交部长杰伊洪·巴伊拉莫夫与巴勒斯坦国总理兼外交和海外侨民部长穆罕默德·穆斯塔法讨论了加沙局势，并支持两国方案。阿塞拜疆还通过联合国近东巴勒斯坦难民救济和工程处为巴勒斯坦提供了200万美元资金援助。[39]
- 巴林：外交部呼吁缓和局势，并申明支持两国方案。
  - 2023年10月9日，它正式谴责哈马斯的袭击和绑架行为。
  - 11月2日，巴林以加沙战乱为由召回驻以色列大使，并切断一切经济关系。
- 阿联酋：2023年10月8日，阿联酋外交部指出哈瑪斯對以色列城鎮發動襲擊是「沉重且嚴峻的升級」，表示「雙方平民必須受到國際人道法的充分保護，並絕不能淪為衝突的目標。」[40]11月7日，阿联酋和中国共同呼吁停火。[41]
- 沙烏地阿拉伯：外交部發聲明表示，他們正密切關注巴以局勢，該國已一再警告不要佔領和剝奪巴勒斯坦人民合法權利，此次事件是對巴人聖地的系統性挑釁所造成局勢惡化的後果。
- 阿富汗伊斯蘭酋長國：外交部表示「密切关注最近在加沙地带发生的事件」，并认为「此类事件发生是以色列犹太复国主义者践踏被压迫的巴勒斯坦人民的权利，一再侮辱和不尊重穆斯林圣地及巴勒斯坦人民为自由而进行的任何形式的防御和抵抗的结果」。[42]
- 印度：總理莫迪表示，政府譴責“對以色列的恐怖襲擊”，並補充說“在這個困難時刻，我們與以色列站在一起”。[43]外交部補充說，雖然他們譴責哈馬斯的行為，但他們支持建立巴勒斯坦。[44]印度在聯合國投票譴責哈馬斯。[45]
- 伊朗：最高精神領袖哈梅內伊軍事助理薩法維7日表示，支持哈馬斯對以色列發起「阿克薩洪水」的光榮行動，稱所有抵抗陣線均支持行動。他強調伊朗會與巴勒斯坦戰士一起，直至巴勒斯坦及耶路撒冷獲得解放。
- 伊拉克：政府发言人表示，巴勒斯坦人采取的军事行动是犹太复国主义占领当局数十年系统性压迫的自然结果。人民動員Kata'ib Sayyid al-Shuhada（KSS）旅总书记Hajj Abu Alaa Al-Wala'i表示「與巴勒斯坦人同在」而且他的旅已经做好了保卫巴勒斯坦领土、人民和神圣主权的战斗准备。
- 叙利亚：总统府发图支持巴勒斯坦的军事行动。其外交部发表声明，沙特和以色列之间达成关系正常化的协议现在是不可能的。
- 马来西亚：對加薩走廊及其周邊地區不斷加劇的衝突深表關注，並強調必須立即制止人員傷亡、受苦和破壞。外交部發文告說，大馬呼籲各造保持最大限度的克制，努力緩和局勢。文告指出，必須承認根本原因。巴勒斯坦人遭受長期的非法佔領、封鎖和苦難、阿克薩清真寺被褻瀆，以及以色列佔領者的掠奪政治「對以色列政權採取的不一致行動讓人對國際原則的統一執行產生質疑，並凸顯出在應對種族隔離政權問題上有必要採取更加一致的立場。」馬來西亞重申巴勒斯坦人的合法權利，主張巴勒斯坦人有權在以1967年之前的邊界為基礎的國際公認邊界內和平生活，並以東耶路撒冷為首都，以及巴勒斯坦人享有不可剝奪的權利，返回家園和取回被迫拋下資產。大馬也敦促聯合國安全理事會召開緊急會議，要求各方停止暴力，尊重和保護無辜平民的生命。外交部說，安理會必須履行聯合國憲章賦予的維護國際和平與安全的職責。[46]
  - 马来西亚副首相阿末扎希：强调，該国将坚持立场，即必须给予巴勒斯坦绝对的自由，使其免受于以色列的非法占领。国会是于今日辩论以色列及巴勒斯坦目前的冲突，阿末扎希代表团结政府表达我国清晰的立场，即我国的外交政策将继续以解放巴勒斯坦土地及其人民的斗争为优先。他指我国对巴勒斯坦的坚定立场，在多个国际场合如伊斯兰合作组织、联合国难民署、不结盟运动及联合国都如此。[47]
  - 马来西亚首相安华·依布拉欣：深表关注，并指马来西亚将继续与巴勒斯坦人的斗争同在。他在社媒发文说，国际社会的偏袒与不公平，导致巴勒斯坦人民承受着各种残暴和压迫。安华指出，以色列不间断地掠夺巴勒斯坦人的土地与财产，并导致在这样的不公平下，数以百计的无辜生命被牺牲了。“马来西亚会继续与巴勒斯坦人民的斗争同在。”[48]
  - 前首相马哈迪·莫哈末：谴责西方强国对以色列及巴勒斯坦冲突中，为了正当化以色列的行为而对巴以冲突进行虚伪的诠释。他指出，西方强国及其媒体机构，对巴以冲突的反应是虚伪、偏执和病态的，而这也导致两国冲突70多年都无法解决。[49]
  - 马来西亚影子外交部長袁怀绍表明，支持巴勒斯坦为保卫自己、领土和利益以及所有穆斯林的利益而所做的一切努力。他表示，犹太复国主义政权对巴勒斯坦人民实行殖民压迫、并亵渎上苍，尤其是在阿克萨清真寺，这不仅引起了巴勒斯坦人的愤怒，也引起了国际社会的愤怒。“以色列是非法国家，而且他们经常违反国际法。此次，巴勒斯坦解放军对于以色列的军事行动，是为了回应巴勒斯坦人民在国际社会所遭受到暴行。特别是那些无耻的西方列强，透过包庇以色列對巴勒斯坦暴政的行为，压制了当地人民的声音和坚持；以及捍卫自己主权和尊严的权利。” 对此，他表示会始终支持巴勒斯坦国为保卫自己、领土和利益以及所有穆斯林的利益而所做的一切努力，以维护阿克萨清真寺和整个巴勒斯坦被占领土的神圣性。[50]
- ：文莱重申声援巴勒斯坦人。其代表在联合国大会上投票反对谴责哈马斯的决议。
- 科威特：外交部發表聲明，對巴以局勢升級表示擔憂，呼籲有關各方停止暴力，並敦促國際社會制止以色列的挑釁行為和擴大非法定居點的政策。
- ：外交部發表聲明，以色列對局勢持續升級負有全部責任，國際社會迫切需要阻止以色列違反國際法的行為。11月15日，卡塔尔谴责以色列轰炸希法医院。[51]
- 土耳其：總統埃爾多安呼籲各方克制，切勿採取挑釁行動。埃爾多安還反對美國向地中海派遣支援以色列的航母。[52]10月25日土耳其總統埃爾多安說：「哈馬斯並非恐怖組織，而是解放組織，是發起戰鬥保衛土地和人民的聖戰者。」他還指控以色列利用土耳其尋求修補關係的好意，現決定取消訪以色列[53]。10月28日，埃爾多安在一個親巴勒斯坦集會上，將以色列與納粹種族屠殺猶太人的行為相提並論，斥責以色列已經犯下戰爭罪行猶如戰犯，試圖消滅巴勒斯坦人。他其後又說每個國家都有自衞權，但在加沙發生的是屠殺，而不是自衞，指摘以軍將行動升級是針對無辜平民，加劇加沙的人道危機，要求以色列立即停止其瘋狂行徑和停止攻勢[54][55]。土耳其主要反对党共和人民党2023年11月5日前的领袖凯末尔·克勒奇达尔奥卢及2023年11月5日后的领袖厄兹居尔·厄泽尔亦表示支持巴勒斯坦和反对以色列[56]。
- 印度尼西亞：外交部表示對以巴衝突升級深表關切，呼籲立即停止暴力。必須解決衝突根源，也就是以色列佔領巴勒斯坦領土，而解決方式則要依照聯合國大會第181號決議。[57]
- 约旦：約旦國王阿卜杜拉二世重申约旦支持“两国方案”、巴勒斯坦人民以及巴勒斯坦民族权力机构，約旦還決定向加沙地带提供紧急人道和医疗援助[58]。約旦外交與僑務部宣布其召回駐以色列大使，以表達約旦對以色列行為的拒絕和譴責立場。此外，約旦外交與僑務部也已通知以色列方面，拒絕讓之前已離開約旦的以色列駐約旦大使返回約旦。[59]不過約旦不會接收加沙難民。[60]
- ：朝鲜劳动党发表社论，将冲突归咎于以色列，指出“国际社会声称，这场冲突是以色列对巴勒斯坦人民不断犯下罪行的结果，根本出路是建立一个独立的巴勒斯坦国”。
- 日本：首相岸田文雄强烈谴责哈马斯针对以色列的入侵和劫持平民，向遇难者家属表示哀悼，对受伤者表示衷心慰问，同时呼吁所有各方保持最大程度的克制。日本政府在10月11日首次用“恐怖袭击”称呼哈马斯的行动，但没有在10月22日与七国集团其他六国一同发表支持以色列与谴责哈马斯的声明。有媒体认为，与G7其他六国相比，日本采取相对中立的立场。[61]
- 中華民國：外交部就哈馬斯組織對以色列平民進行恐怖暴力攻擊，造成無辜民眾傷亡，表達嚴厲譴責，並表示外交部已於第一時間向駐台北以色列經濟文化辦事處表達慰問。外交部表示「將持續與理念相近國家合作，共同抵抗一切形式的恐怖主義攻擊行動」。[62][63]
- 大韓民國：外交部發表聲明稱，政府強烈譴責“從加薩對以色列發動的不分青紅皂白的襲擊，包括火箭彈襲擊”，並呼籲“立即停止”此類襲擊。[64]
- 新加坡：外交部發表聲明，強烈譴責从加沙对以色列发动的火箭弹和恐怖袭击，呼吁立即停止暴力，并敦促各方尽最大努力保护平民的安全和安全[65]。
- 泰國：總理斯雷塔·塔維辛向以色列政府和人民表示最深切的哀悼，並譴責哈馬斯的襲擊。[66]他也讓泰國皇家空軍處於待命狀態，以便在需要時疏散公民。[67]
- 蒙古国：外交部發表聲明稱，該國譴責「從加薩對以色列發動的火箭和恐怖攻擊，造成許多無辜平民傷亡」。它還呼籲「有關各方立即停止暴力，不惜一切代價保護平民的安全」。[68]

## 欧洲
- 俄羅斯：有西方媒体认为，以色列 - 哈马斯战争爆发之后，俄罗斯越来越靠近哈马斯，更敌对以色列，[69][70] 尽管与双方保持了关系，并将自己作为调解人。[71]在2023年10月7日对以色列发动战争的以色列袭击之后，普京向被杀的以色列人的家人表示慰问，并说以色列有权为自己辩护，形容哈马斯袭击是“以残酷为前者的”。 谴责随后对加沙德的以色列轰炸呼吁采取两国解决方案来解决冲突。俄罗斯联合国外交官随后在联合国大会谴责了哈马斯对以色列的袭击和以色列对加沙的平民社区的炮击。[72][73][74] [75] [76] 在战争期间，俄罗斯使用其州媒体和领先的社交网络平台来支持哈马斯和诋毁以色列及其主要盟友美国。普京说，战争表明“明显的例子是美国在中东政策失败” 。10月14日，哈马斯感谢普京的“关于犹太复国主义对我们人民的持续侵略的立场”[77] [78] [79] 10月26日，莫斯科主持了由穆薩·阿布·馬祖克领导的高级哈马斯代表团，以色列谴责“这是可悲的一步，支持恐怖主义和对哈马斯恐怖分子的可怕行为的合法性”。[80]  在战争的人质危机中，哈马斯释放了被绑架的俄罗斯 - 以色列双重国民。 哈马斯将这些行为描述为对俄罗斯对巴勒斯坦事业的支持的欣赏姿态。[81][82]
- 法國：2023年10月7日，总统埃马纽埃尔·马克龙强烈谴责这起袭击事件，并表示“全力声援受害者、他们的家人和亲人”[83]。法国驻以色列大使馆（法语：Ambassade de France en Israël）谴责这些袭击，并将哈马斯的行为描述为“不可接受的恐怖袭击”。
  - 10月13日，法國政府宣佈全面禁止支持巴勒斯坦示威活動，14日仍約有3千人支持者在巴黎共和廣場抗議[84]。10月16日，法国内政部长杰拉德·达尔马南表示，自10月7日以来，警方在全国逮捕了102人，这些人与反犹行为以及与“为恐怖主义辩护”直接相关。[85]截至11月5日，法國已發生857起反猶事件。[86]
  - 11月，法國總統埃马纽埃尔·马克龙稱，「這些嬰兒、這些女士、這些老人被轟炸和殺害。所以沒有理由，也沒有合法性。因此，我們確實敦促以色列停止。」
  - 2024年5月7日，法国总统埃马纽埃尔·马克龙与中国国家主席习近平发表《中法關於中東局勢的聯合聲明》，称两国反对以色列攻击加沙地带的拉法市，认为該行動將導致更大規模的人道災難，雙方还同时声明称反對以色列國防軍针对強行遷移巴勒斯坦平民的行為，并呼吁双方立即停火，立即無條件釋放所有人質，確保在加薩地帶提供大規模人道主義援助、保護平民；并落实联合国相关决议（特别是聯合國大會第181號決議），具體落實「兩國方案」，確保以色列與巴勒斯坦作為鄰國和平、安全共處，共同以耶路撒冷為首都，在1967年邊界基礎上建立一個有生存能力、獨立、擁有主權的巴勒斯坦國[31][32]。
  - 5月21日，法國外交部在当地时间周二凌晨發布的新聞稿中說:“法國支持国际刑事法院檢察官卡里姆-汗（Karim Khan）申請對以色列总理本雅明·内塔尼亚胡以及哈马斯首領發布逮捕令，并支持国际刑事法院其獨立性，支持在任何情況下打擊有罪不罰現象”。该新闻稿同时指出，法國幾個月來一直警告以色列必須嚴格遵守國際人道主義法，特別是加沙地带平民傷亡和人道主義援助准入不足的不可接受性，并強調“持久的政治解決 ”是“重建和平前景 ”的“唯一 ”途徑[87]。
- 英国：外交大臣詹姆士·柯維立在社群媒體發文寫道，英國毫無疑問譴責哈瑪斯對以色列平民的恐怖攻擊，英國也將一貫支持以色列自我防衛的權利。10月12日，英国首相里希·苏纳克决定将两艘英国海军舰艇以及一些侦察机部署到东地中海支持以色列。[88]
- 梵蒂冈：2023年10月8日，教宗方濟各呼吁停止在以色列发生的袭击和暴力冲突。并认为恐怖主义和战争不会解决任何问题，只会给无辜的人民带来痛苦和死亡[89]。
  - 12月17日，教皇方济各在一次祈祷活动中再次谴责以色列对加沙地带“手无寸铁的平民”进行轰炸和狙击，并表示“这就是战争，这就是恐怖主义”[90]。
  - 12月25日，教皇方济各在圣诞节当天上午在聖伯多祿大殿主陽台上發表聖誕致辭时，又一次譴責加沙地带所发生的"令人絕望的人道主義狀況"，呼籲哈马斯釋放仍被扣押的人質，以及各方立即停止在加沙地带的戰爭[91]。
- 挪威：挪威首相谴责哈马斯对以色列的攻击[92]；他亦谴责以色列对加沙的封锁违反了人道主义法[93]。
- 比利时：2023年10月7日，比利时外交大臣哈贾·拉比卜（英语：Hadja Lahbib）在社群媒體[X（原Twitter）上称，比利时强烈谴责针对以色列平民的大规模火箭弹攻击，并称“我们与所有受影响的人同在”[94]。11月8日，比利时副首相佩特拉·德·萨特呼吁比利时政府制裁以色列，并调查在针对加沙地带的医院和难民营的轰炸行为。同时，比利时首相亚历山大·德克罗称以色列对加沙行动是“不相称的”，但他同时强调比利时不会站任何一方[95]。
- 西班牙：2023年10月7日，西班牙首相佩德罗·桑切斯强烈谴责恐怖主义，并要求立即停止针对平民的无差别攻击，同样申明西班牙对地区稳定的一贯承诺[96][97]。副首相约兰达·迪亚斯呼吁国际社会向以色列施加压力，以制止她所称的在加沙地带的屠杀行径[98]， 而时任社会权利部长伊万·贝拉拉（Ione Belarra）则指责欧盟和美国“是以色列战争罪行的帮凶”并呼吁国际刑事法院谴责以色列。因为她认为加沙地带正在发生着针对巴勒斯坦人民的“有计划的种族灭绝”[99]。2023年11月，桑切斯批评以色列轰炸加沙地带，并呼吁“立即停火”。他承诺确保“在欧洲和西班牙承认巴勒斯坦国”[100]。
  - 2024年5月22日，西班牙首相佩德羅·桑切斯正式宣佈正式承认巴勒斯坦國，并表示这项历史性决定旨在帮助巴以双方实现和平，同时表示除非各方同意，否则西班牙不会承认巴以双方在1967年确定边界之后的任何改变，呼吁双方永久停火、强化人道救援进入及释放困于加沙地带的人质。他也同时批评哈马斯是反对巴以两国方案的恐怖组织，并表示此次决定是展示摒弃哈马斯，坚定反恐的决心[101]
- 愛爾蘭：爱尔兰总理利奥·瓦拉德卡强烈谴责哈马斯对以色列的袭击，称其“令人震惊”，并表示爱尔兰明确谴责对平民的袭击。爱尔兰副总理、外交部长兼国防部长米哈尔·马丁进一步谴责哈马斯的“不合情理”袭击，表示“蓄意和系统性地针对平民的袭击是无理的”。他们呼吁立即停止一切敌对行动。 [102]总统迈克尔·希金斯随后发表声明，谴责袭击行为“应受严厉谴责”，并表示支持以色列自卫权。 [103][104]瓦拉德卡和马丁还谴责以色列在加沙的行为；瓦拉德卡称以色列因哈马斯所犯下的罪行而“集体惩罚”加沙地带民众违反国际法。 [105]马丁还谴责对加沙地带民众的集体惩罚，并表示虽然以色列有权抵御哈马斯，但“两个错误并不能构成一个正确。”[106]他进一步表示，以色列应恪守“国际人道法”，并且以色列关于撤离加沙北部的呼吁是“非常危险且不现实的。”[107][108][109][110]
- 阿尔巴尼亚：總理埃迪·拉馬、總統巴伊拉姆·貝加伊、執政社會黨乃至多數反對派均強烈讉責巴勒斯坦組織哈馬斯向以色列發動無理入侵，並表示堅決反對哈馬斯的恐怖主義，並與受害者、他們的家人和整個以色列同在。[111]
- 安道尔：首相泽维尔·埃斯波特·萨莫拉发表声明，谴责以色列多地发生的恐怖袭击，表示声援以色列当局和平民，并呼吁停止暴力升级，尊重国际人道主义，使用一切外交努力来保护以色列和巴勒斯坦的平民”。[112]
- 奥地利：外交部长亚历山大·沙伦贝格于10月9日宣布暂停向巴勒斯坦地区提供1900万欧元（2000万美元）的援助，作为对哈马斯的袭击的回应，并表示将审查其在巴勒斯坦的现有项目。他还表示将召见伊朗大使，以就伊朗对袭击的“令人憎恶的反应”进行交涉[113]。
- 白俄羅斯：政府呼吁双方克制和对话。总统卢卡申科批评“俄罗斯和白俄罗斯通过转移俄罗斯-乌克兰战争的注意力从局势中获益”的说法，并暗示美国是冲突的受益者。他同时指出以色列总理内塔尼亚胡在以色列国内政治中“数月和数年来一直是袭击的目标”。他最后警告事态不要进一步升级，形容这是“危险的局势”。其代表在联合国大会上投票反对谴责哈马斯的决议。
- ：部长会议主席博里亚娜·克里什托谴责对以色列及其人民“非正义且野蛮的”袭击，表明波黑与以色列站在一起[114][需要較佳来源]。
- 捷克：總統彼得·帕維爾在聲明中表示，這場攻擊是對以色列國家及其人民可憎的恐怖主義行為，並且將造成想要促成以巴衝突和平解決的任何努力長時間受阻。
- 德国：外交部長安娜琳娜·貝爾伯克譴責哈瑪斯對以色列的攻擊。她稱：「針對無辜平民的暴力與火箭攻擊必須立即停止，我們完全與以色列團結一致，並支持以色列在國際法規範下有權利自我防衛來對抗恐怖行為。」德國暫停援助巴勒斯坦[115]並向以色列提供軍事援助。[116]10月11日宣布禁止哈瑪斯人員和親巴勒斯坦組織在德國境內活動。[117]德国柏林警方也禁止舉辦亲巴勒斯坦示威。[84]2025年8月，德国政府决定部分停止向以色列提供武器。[118]
- 匈牙利：总理欧尔班·维克托强烈谴责对以色列的袭击，并表示他明确支持以色列的自卫权。他向以色列总理本雅明·内塔尼亚胡表达了“同情和慰问”，并补充称“在这黑暗时刻，我们的思念和祈祷与以色列人民同在”。[119][120]
- 義大利：总理喬治亞·梅洛尼与内塔尼亚胡通话，重申对以色列坚定不移的支持[121]。2月24日，总理乔治亚·梅洛尼在抵达基辅纪念俄罗斯全面入侵乌克兰两周年时接受采访，指出俄罗斯入侵乌克兰成为哈马斯在10月7日在以色列南部的屠杀奠定了基础，因为如果俄罗斯没有入侵乌克兰，哈马斯很可能不会对以色列发动这样的袭击。她也表示，如此严重违反国际法的行为，而且出自联合国安理会常任理事国之手，不可避免地会对世界其他地区产生连锁反应[122]。
- 立陶宛：總統吉塔納斯·瑙塞達表示，立陶宛明確譴責哈馬斯對以色列平民的襲擊，並表示立陶宛“在這可怕的時刻全力支持以色列”，並向遇難者家屬表示哀悼。他也表示，「以色列有權自衛」。[123] 立陶宛議會一致通過決議，譴責哈馬斯的攻擊。[124]
- 塞爾維亞：总统亚历山大·武契奇表示支持以色列，谴责“对以色列的恐怖袭击”，并称“犹太人民经历了苦难的历史，以色列理应生活在和平与安全之中”。[125]
- 乌克兰：总统弗拉基米尔·泽连斯基在推特上的一篇帖子中指出“以色列完全有权保卫自己免受恐怖袭击”，并稱“今天对以色列的恐怖袭击是精心策划的”。[126]10月9日，烏克蘭軍事情報局指責俄羅斯將在烏克蘭繳獲的西方製造的武器轉移給哈馬斯。[127]
- 斯洛維尼亞：斯洛文尼亚国民议会在2024年6月4日投票批准正式承认巴勒斯坦国，希望此举有助于制止加沙地带的暴力冲突。[128]

## 非洲
- 阿尔及利亚：外交部发表声明，严厉谴责以色列对加沙的轰炸，敦促国际机构干预冲突，并反对“以色列殖民”，并對巴勒斯坦人表示同情。[129]阿爾及利亞高度關注以色列對加沙地帶發動的野蠻襲擊，強烈譴責以色列違背最基本人道主義原則和國際法的政策和做法，要求國際社會立即干預，以保護巴勒斯坦人民。
- 突尼西亞：该国表示支持巴勒斯坦事业。主席团发表声明说，在联合国大会上弃权是因为该决议在支持巴勒斯坦人民方面做得不够。它说，它的“立场将是完全站在巴勒斯坦人民一边，直到他们收复自己的全部土地”。
- ：10月8日，乍得在联合国针对谴责哈马斯的议案投下反对票[45]；11月6日，乍得宣布召回驻以色列大使，因“加沙地区出现了致命的暴力浪潮”，谴责以色列造成的伤亡[11]。
- 南非：外交部发表声明，呼吁事态缓和，并将大火归咎于“持续不断的”非法占领巴勒斯坦土地续扩大定居点, 亵渎阿克萨清真寺以及对巴勒斯坦人民的持续压迫两状态解。外交部长潘多南非犹太人代表委员会批评她在哈马斯袭击十天后接到哈马斯的电话，并指责她在冲突中偏袒任何一方。潘多否认表示支持哈马斯，并说她表示支持巴勒斯坦人民，并讨论了对加沙人民的援助。11月6日，总统府部长Khumbudzo Ntshavheni宣布从以色列撤出所有外交官。11月21日，国民大会通过了一项动议，要求关闭以色列大使馆并切断外交关系，直到以色列同意在加沙停火。
- 辛巴威：津巴布韦10月15日谴责了以色列。[130]
- 埃及：透過中东通讯社發布聲明表示，巴以緊張情勢升溫恐造成「嚴重後果」，呼籲各方保持最大程度克制，避免讓民眾置於更大的危險之中。要求以色列停止對巴勒斯坦人民的攻擊和挑釁。不過埃及方面不會接收加沙地帶難民[60]。
- ：10月9日，博茨瓦纳“强烈地谴责”双方对平民的持续袭击和暴力行为，并呼吁交战各方立即停止敌对行动，寻求通过和平手段谈判解决。[131]
- 喀麦隆：喀麦隆支持以色列并谴责哈马斯[132]。
- 刚果民主共和国：刚果民主共和国谴责哈马斯并支持以色列[133]。
- ：外交部发表声明，“加纳申明支持以色列的生存权和自卫权，同时呼吁以色列政府在应对哈马斯袭击时保持克制，巴以双方应回到谈判桌前”[134]。
- ：外交事务首席秘书科里尔·辛格·奥伊（Korir Sing'Oei）表示，肯尼亚强烈谴责“针对以色列的卑鄙恐怖袭击，并对大屠杀和无意义的生命损失表示遗憾”，同时谴责“这一令人发指的袭击的策划者、资助者和实施者”。他承认以色列“有权进行报复”，但敦促“以和平方式解决这一不幸的事态发展”"[135]。
- 多哥：外交部长罗伯特·杜塞（英语：Robert Dussey）发表声明称，多哥“强烈谴责哈马斯对以色列平民发动的恐怖袭击”[136]。
- 南蘇丹：总统萨尔瓦·基尔·马亚尔迪特致信以色列总理本雅明·内塔尼亚胡，“我谨代表南苏丹政府和人民，向您和以色列人民表达我最深切的同情，因为上周末哈马斯的令人发指的挑衅恐怖活动使你们失去了生命”，并进一步指出“任何政治怨恨都不能正当化对无辜平民的杀害”[137]。
- 尚比亞：外交部长斯坦利·卡库伯（英语：斯坦利·卡库伯）发表声明，赞比亚“强烈谴责对以色列的袭击，该袭击令人遗憾地造成了生命损失”。他还明确谴责一切侵略和暴力行为，并强调必须通过外交手段解决国际冲突[138]。

## 美洲
- 美国：美國總統乔·拜登於襲撃發生後發表聲明譴責襲擊，並表示他願意「向以色列政府和人民提供一切適當的支持」。駐以色列臨時代辦史蒂芬妮·哈利特表示，她「對以色列南部出現的平民死傷於加沙恐怖分子之手的畫面感到噁心」。白宮發表聲明，稱美國「毫無疑問譴責哈馬斯恐怖分子對以色列平民的無端攻擊」，並表示美國堅定地與以色列政府及人民站在一起，並向以色列罹難者表達哀悼之意。以色列遭到最初的襲擊後，美國巴勒斯坦事務辦公室於2023年10月7日立即敦促各方不要進行「報復性襲擊」。 
  - 2023年10月8日，美國開始向以色列提供新的彈藥裝備軍事援助，美國國防部長劳埃德·奥斯汀下令將福特號航空母艦率領的航空母艦打擊群調派到東地中海以協防以色列。該艦隊還包括諾曼第號導彈巡洋艦以及湯馬士·哈德納號、拉梅奇號、卡尼號和羅斯福號導彈驅逐艦。
  - 10月9日，白宮亮起了以色列國旗的顏色，以示支持以色列。10月10日，總統拜登宣稱 「哈馬斯已設定了殺害猶太人的目標」。10月15日，拜登在採訪中表示支持消滅哈馬斯，不過他反對以色列佔領加沙，而且他支持建立一條人道主義走廊，供加沙人民離開並運送援助物資。美国财政部對10個與哈馬斯及其金融網絡有關聯的個人和實體實施制裁，以回應哈馬斯對以色列的襲擊。10月18日，美國動用聯合國安全理事會否決權，否決了聯合國安理會的一項由巴西提出的決議草案，該決議草案要求以色列和哈馬斯暫時停火，以便對加沙走廊進行人道主義援助。
  - 11月8日，國家安全委員會發言人约翰·柯比指，拜登認為以色列軍隊重新佔領加沙並不好，對以色列和以色列人民都不好。11月10日，美國國務卿安東尼·布林肯表示，「在過去的幾周裏，太多的巴勒斯坦人被殺害，太多的巴勒斯坦人遭受了痛苦，我們希望盡一切可能防止對他們造成傷害，並最大限度地擴大對他們的援助。」12月12日，拜登批評以色列戰時內閣，並呼籲本雅明·内塔尼亚胡取代內閣。國家安全委員會發言人柯比宣稱，以色列國防軍為防止加沙平民傷亡而採取的一些措施可能比美國在以色列的立場上採取的措施更進一步。
  - 2024年2月16日，美國總統拜登週五表示，過去幾天他與以色列總理本雅明·内塔尼亚胡進行了多次長時間的電話交談，並要求內塔尼亞胡在加沙臨時停火，以救出人質。3月3日，美國副總統賀錦麗發表講話，表示以色列和哈馬斯之間需要立即停火六週，作為釋放人質協議的一部分。並表示，加薩人民「正在挨餓」，並敦促以色列大幅增加援助。3月16日，美國總統拜登於發表國情咨文時表示，將於加沙興建一個臨時港口，以供運送人道救援物資。他还表示，巴以「兩國方案」是解決加沙問題的唯一方案。
- 古巴：外交部发表声明，局势升级是以色列行动的结果。[139]
- 哥伦比亚：外交部发表声明，呼吁紧急恢复 “以色列和巴勒斯坦之间的对话，以开始和平进程，在双方商定的安全边界内实现和平共处，并得到国际承认，并全力支持各方的领土完整。以色列后来在总统古斯塔沃·佩特罗（Gustavo Petro）将以色列国防军与納粹德國进行比较后停止了对哥伦比亚的所有安全出口。作为回应，佩特罗威胁要暂停两国之间的外交关系，称“我们不支持种族灭绝”[140]。哥倫比亞總統佩特羅（Gustavo Petro）在社群媒體X（原Twitter）上貼文，稱此次襲擊是「對巴勒斯坦人的屠殺」。哥倫比亞于2023年10月31日也宣布召回駐以色列大使。2024年5月1日，哥伦比亚更宣布与以色列断交[141]。
- 玻利维亚：2023年10月31日，玻利维亚政府宣布与以色列断绝外交关系，并指责以色列在针对加沙地带的军事行动中犯下了“反人类罪行”。[142]。
- ：伯利茲政府于2023年11月14日宣布暫停與以色列的外交關係，並在一份聲明中稱：以軍襲擊巴勒斯坦巴加的哈馬斯武裝分子，不斷對加沙進行狂轟濫炸。[143]
- 安地卡及巴布達：政府谴责哈马斯发动的恐怖袭击，对被杀害的平民表示哀悼，并向其家属致以最深切的慰问。[144]
- 阿根廷：总统阿尔韦托·费尔南德斯谴责针对以色列的“残暴恐怖袭击”[145]，外交、国际贸易和宗教事务部也谴责“哈马斯针对以色列领土的恐怖行动”，并声援以色列人民的，向受影响者表示慰问[146]。费尔南德斯后来在媒体上表示，他已与以色列总统艾萨克·赫尔佐格通话，并在电话中表达了阿根廷“对哈马斯残暴恐怖袭击的强烈驳斥和谴责”[147]。
- ：外交部以最强烈的方式谴责哈马斯对以色列进行的“残暴和可悲的恐怖袭击”，并特别谴责针对平民的袭击，要求立即释放人质。外交部还向以色列政府和人民表示声援，并祝愿伤者早日康复。外交部还重申坚决反对一切形式的恐怖主义[148]。
- : 外交部强烈谴责加沙对以色列的袭击，并声援以色列人民和政府，主张迅速恢复和平[149]。
- 牙买加：总理安德鲁·霍尼斯强烈谴责哈马斯对以色列的袭击，并向以色列政府和人民以及所有受影响者的家属表示同情。他表示，牙买加坚信暴力和恐怖行为在国际关系中没有立足之地，也绝不应该针对无辜平民使用。他认为，针对平民的暴力是这场冲突中最严重的问题[144]。
- 巴西：2023年10月8日，巴西外交部表示，作为联合国安全理事会主席国，巴西将召集安理会紧急会议，寻求缓和局势[150]。巴西谴责对以色列的袭击，并向以色列人民表示慰问[151]。巴西还支持以共同商定的边界为基础的兩國方案[150]。11月14日，巴西总统卢拉谴责以色列杀害平民，“和哈马斯一样野蛮”。[152]2024年2月18日，巴西总统卢拉与会发言时，将以色列在加沙的行动与纳粹大屠杀相比[153]。2月20日，巴西外交部决定召回巴西驻以色列大使[17]。5月29日，巴西总统卢拉在当日发布的联邦官方公报上宣布永久撤回驻以色列大使。[154]
  - 前总统雅伊尔·博尔索纳罗于2024年2月25日参与在巴西聖保羅 (巴西)举行的万人集会，以针对现任政府的选举不公和司法指控进行抗议，博尔索纳罗也挥舞以色列国旗向支持者致意，以拒绝现任总统卢拉将以色列國防軍针对哈马斯的战争与納粹大屠殺进行比较[155]。
- 加拿大：加拿大初期支持以色列，但2023年11月15日，加拿大总理特鲁多呼吁以色列保持克制，停止杀害妇孺老幼。[156]
- 委內瑞拉：外交部发表声明，表示“对加沙地带最近事件的演变深表关切，同时认为升级是由于巴勒斯坦人民无法在多边国际合法性中找到空间来维护其历史权利”。声明呼吁进行对话并执行联合国安理会第2334号决议。[157]。
- 智利：
  - 政府对针对以色列多个城镇的袭击表示“绝对谴责”，向受害者家属表示慰问，并声援以色列人民。它还呼吁结束“不利于和解”暴力，并要求国际社会在以色列和巴勒斯坦之间进行“直接且真诚的谈判”，以达成一项“公平、全面和明确”的和平协议。该政府还支持双方协商并得到国际认可的安全边界下的两国方案[158]。
  - 智利外交部于2023年10月31日发布公告说，鉴于以色列在加沙地带犯下“令人无法接受、违反国际人道主义法的行为”，智利政府决定召回智利驻以色列大使以进行磋商。[159]。
- ：
  - 政府发表声明谴责哈马斯的袭击，向以色列人民表示声援，并呼吁停火、和平、对话与和解，敦促世界各国履行其责任，以“确保人权得到尊重，确保两国人民能够和平、安全和体面地共存”。洪都拉斯还对2023年的《奥斯陆协议》签署30周年之际，以色列人和巴勒斯坦人之间的安全局势出现“严重且不断恶化”表示遗憾。[160]。
  - 洪都拉斯外交部于2023年11月3日指，由於以色列在加沙地带違反國際人道法，洪方會召回駐以色列大使進行磋商。[59]
- 墨西哥：外交部谴责哈马斯对以色列的袭击，并指出以色列和巴勒斯坦有权和平共处[161][162]。总统安德烈斯·曼努埃尔·洛佩斯·奥夫拉多尔重申了这一立场，并呼吁实现两国方案[163]。
- 巴拿马：总统勞倫蒂諾·科爾蒂索“坚决”谴责哈马斯的袭击，并声援以色列人民[164]。
- 巴拉圭：总统圣地亚哥·培尼亚谴责“这些威胁世界和平的不人道行为”，巴拉圭政府强烈谴责在以色列发生的”针对平民的卑鄙恐怖袭击“，表示巴拉圭声援以色列人民，并重申坚决反对一切形式的恐怖主义[165]。
- 秘魯：外交部强烈谴责哈马斯的袭击，并向以色列人民、受害者及其家属表示声援。外交部还表示秘鲁坚决拒绝一切形式的恐怖主义，并重申其致力于推动以色列和巴勒斯坦之间的和平进程[166]。
- 薩爾瓦多：總統納伊布·布克萊在X（原Twitter）上表示：「我身為巴勒斯坦裔薩爾瓦多人，我確信對巴勒斯坦人民來說最好的事情就是讓哈馬斯徹底消失，這些野蠻畜牲並不代表巴勒斯坦人[167]。」他形容任何支持巴勒斯坦的人與這些罪犯站在一起都是犯上巨大錯誤[168]。
- 苏里南：苏里南谴责哈马斯的恐怖袭击，并呼吁缓和局势，认为发动反击只会造成加剧冲突并造成无辜平民的伤亡[169]。

## 大洋洲
- ：外交部長黃英賢表示：“澳大利亚明确谴责哈马斯对以色列的袭击，包括对城市和平民不分青紅皂白地发射火箭弹”[170]。总理安東尼·阿爾巴尼斯也谴责了哈马斯的袭击，并承认以色列的自卫权[171]。

## 慈善機構或非政府組織
- 無國界醫生在以色列空襲加薩醫院後敦促各方尊重衛生基礎設施。[172]10月31日，無國界醫生譴責以色列空襲加沙最大難民營賈巴利亞難民營，並再次呼籲立即停火，以防止整個加沙出現更多人命傷亡。這些暴力行為實在不容再發生。
- 马来西亚医药援助协会（英语：Mercy Malaysia）证实，正在监测加沙的局势，并正在以卫生援助、心理治療和医疗用品等形式提供援助的机会。[173]
- 聯合國兒童基金會譴責以色列空襲賈巴利亞難民營，在衝突中喪生的未成年人人數飆升，「令人震驚」。
- 在以色列进攻加沙地带后，欧洲及美国、巴西、印度等国家的多个工会组织采取行动声援巴勒斯坦人民，包括抗议示威以及拒绝在运往以色列的货船上装卸武器。[174][175][176]

## 伊斯兰团体
- 真主党：發布聲明表示，他們正密切關注加薩情勢，並與巴勒斯坦反抗勢力的領導階層保持直接聯繫。聲明還說，加薩武裝分子對以色列的猛烈火箭攻擊，「是對以色列持續占領行為的堅決回應，也是對那些尋求與以色列關係正常化的人釋放一道訊息」。
- 真主党旅：祝贺巴勒斯坦人民“打破了犹太复国主义实体的意志”，并强调“有必要继续抵抗和团结对抗敌人”。
- 巴基斯坦塔利班：表示该组织支持哈马斯对以色列的袭击，称其为“巨大的喜悦和鼓舞的行为”，并敦促“乌玛此时尽其所能支持和帮助巴勒斯坦人”。
- 胡塞武裝：也門胡塞運動領導人阿卜杜勒·馬利克·胡塞在演講中表示：「願意參與打擊以色列，以支持巴勒斯坦人民」，「阿克薩洪水行動是巴勒斯坦人的決定，具有完全合法性，敵人及其盟友對此感到驚訝」。
- 伊斯蘭國：该组织在其官方报纸上发布了指示Al-Naba关于“在全世界打击犹太人的实际步骤”和“支持巴勒斯坦穆斯林”，包括“瞄准目标“犹太神庙”。然而，它也批评哈马斯狭隘地关注以色列和与伊朗的联系。

## 国际组织
- 非洲联盟：非洲联盟委员会主席穆萨·法基（Moussa Faki）对这种情况表示了“最大关注”，并呼吁立即停止敌对行动，此外，他回忆说，否认对巴勒斯坦人民的基本权利，尤其是独立和主权国家的基本权利，是 “以色列 - 巴勒斯坦关系紧张的永久原因。”[177]
- 阿拉伯国家联盟：称“以色列继续实施暴力和极端主义政策是一颗定时炸弹，剥夺了该地区在可预见的未来实现稳定的任何重要机会。”
- 欧盟中，德国及奧地利一度决定暂停对巴勒斯坦的援助，但卢森堡、愛爾蘭、西班牙、欧盟外交和安全政策高级代表何塞普·博雷利反對暫停援助，隨即歐盟決定繼續援助巴勒斯坦，但會對預算進行審查。[178]